# Gregory Alan Williams
Gregory Alan Williams (né le 12 juin 1956 à Des Moines, dans l'Iowa, aux États-Unis) est un acteur et auteur américain.

## Filmographie sélective
| Année | Titre                                  | Rôle                                   | Notes                               |
| ----- | -------------------------------------- | -------------------------------------- | ----------------------------------- |
| 1988  | Nico                                   | Agent Halloran du FBI                  | Crédité comme Gregory Alan-Williams |
| 1989  | Les Indians                            | Gardien Bull Pen                       |                                     |
| 1989  | Opération Crépuscule                   | Colonel Woods                          |                                     |
| 1993  | Dans la ligne de mire                  | Agent Matt Wilder des Services Secrets | Crédité comme Greg Alan-Williams    |
| 1997  | Stag                                   | Taylor Rundgren                        | Crédité comme GregAlan Williams     |
| 2000  | Le Plus Beau des combats               | Coach Paul "Doc" Hines                 |                                     |
| 2003  | The Beat                               | M. Bernard                             |                                     |
| 2006  | Dirty Laundry                          | Percy                                  |                                     |
| 2008  | Mutant Vampire Zombies from the 'Hood! | Dr Reginald Monte                      |                                     |
| 2009  | The Collector                          | Shérif                                 |                                     |
| 2010  | Blood Done Sign My Name                | Dr Samuel Proctor                      |                                     |
| 2013  | Jimmy                                  | Coach Sellers                          |                                     |
| 2013  | Beat Street Resurrection               | Capitaine Tim Weathers                 |                                     |
| 2013  | Teachers                               | Robert                                 |                                     |
| 2014  | Hero                                   | Kent Redding                           |                                     |
| 2014  | Unspoken Words                         | M. Willy                               |                                     |
| 2014  | Million Dollar Arm                     | Doug                                   |                                     |
| 2015  | Terminator Genisys                     | Détective Harding                      |                                     |
| 2015  | Beyond Deceit                          | Richard Hill                           |                                     |
| 2016  | Almost Christmas                       | Pasteur Browning                       |                                     |
| 2016  | Mr. Wolff                              | Treasury Secretary                     |                                     |
| 2016  | Un jour dans la vie de Billy Lynn      | Précheur Raise N' Praise               |                                     |
| 2017  | Les Figures de l'ombre                 | Marion Smithson                        |                                     |
| 2018  | Brightburn : L'Enfant du mal           | Shériff Deever                         |                                     |
| 2019  | I See You                              | Spitzky                                |                                     |

| Année     | Titre                                    | Rôle                   | Notes                                    |
| --------- | ---------------------------------------- | ---------------------- | ---------------------------------------- |
| 1989–1998 | Alerte à Malibu                          | Garner Ellerbee        | 110 épisodes                             |
| 1990–1991 | Rick Hunter                              | Officier Peter Hawkins | 2 épisodes                               |
| 1991      | Le Prince de Bel-Air                     | Gardien de sécurité    | Épisode: "Les Vieux de l'amour"          |
| 1991      | Roc                                      | Albert                 | Épisode: "Requiem for a Garbage Man"     |
| 1992–1994 | Dream On                                 | Anchorman              | 4 épisodes                               |
| 1994      | La Loi de Los Angeles                    | Ellis Cole             | Épisode: "Le silence est d'or"           |
| 1995      | Living Single                            | Darren                 | Épisode: "The Ex-File"                   |
| 1995      | The Parent 'Hood                         | Coach Vanderpool       | Épisode: "Track Dreams"                  |
| 1995–1997 | Un privé à Malibu                        | Garner Ellerbee        | 19 épisodes                              |
| 1996      | Un amour étouffant                       | Détective Anderson     | Téléfilm                                 |
| 1996      | Arabesque                                | Lieutenant Paul Bragg  | Épisode La Vengeance de Mme Parker       |
| 1997      | Mort sur le Campus                       | Carl Ridgeley          | Téléfilm                                 |
| 1998      | Mama Flora's Family                      | Charlie (1941)         | Téléfilm                                 |
| 2000      | City of Angels                           | Dr Nate Ambrose        | 5 épisodes                               |
| 2000–2001 | Les Soprano                              | Révérend James, Jr.    | 3 épisodes                               |
| 2001–2003 | Washington Police                        | Clive Rogers           | 13 épisodes                              |
| 2004      | The Practice : Bobby Donnell et Associés | District Attorney      | Épisode La Candidature                   |
| 2005      | Monk                                     | Sorenson               | Épisode Monk et sa femme                 |
| 2006–2009 | The Game                                 | Dr. James Barnett      | 4 épisodes                               |
| 2007      | New York, unité spéciale                 | Détective Folkner      | saison 8, épisode 16 Le Fils de mon père |
| 2009-2014 | Drop Dead Diva                           | Juge Warren Libby      | 15 épisodes                              |
| 2010      | Preacher's Kid                           | Bishop King            |                                          |
| 2010      | Past Life                                | Eli Parson             | 2 épisodes                               |
| 2011      | Castle                                   | Jim Van-Eps            | Épisode: "Grosses Infortunes"            |
| 2011-2013 | La Diva du divan                         | Coach Purnell          | Rôle récurrent                           |
| 2013      | Marry Me for Christmas                   | Donald                 | Téléfilm                                 |
| 2014      | Reckless : La Loi de Charleston          | Geoff Tate             | Épisode: "Le Dessous des cartes"         |
| 2014      | Finding Carter                           | Captain Moss           | 2 épisodes                               |
| 2015      | Being Mary Jane                          | Père de Mark           | Épisode: "Le goût de la liberté"         |
| 2015      | Secrets and Lies                         | Kevin Williams         | 6 épisodes                               |
| 2016      | Game of Silence                          | Aaron Epps             | 6 épisodes                               |
| 2015-2016 | Powers                                   | Waldo Pilgrim          | 4 épisodes                               |
| 2016      | Alerte Contagion                         | Chef Besser            | 8 épisodes                               |
| 2016-2018 | Greenleaf                                | Robert Mac McCready    | casting principal                        |
| 2017      | Manhunt: Unabomber                       | Garland Burrell        | 1 épisode                                |
| 2018      | MacGyver                                 | Julian Halsey          | 1 épisode                                |
| 2018      | The Resident                             | Dr Peterson            | 3 épisodes                               |
| 2017-2024 | Chicago Med                              | Bert Goodwin           | 16 épisodes                              |
| 2019      | The Righteous Gemstones                  | Martin Imari           | 7 épisodes                               |
| 2019      | Swamp Thing                              | Maire Riley            | épisode "Pilot"                          |